# Elivava
Tina Mensah, née le 20 février 1976, nom de scène Elivava ou Elivava The African Gold, est une chanteuse, compositrice d'Afro-rock (en), Afrobeat, de musique soul et de jazz sud africain (en) et une chorégraphe ghanéenne. Elle est originaire de New Baika dans la région de la Volta au Ghana.
Elivava commence sa carrière en tant que choriste pour Rocky Dawuni (en), Kojo Antwi (en), Samini (en), VIP (en) et d' autres artistes. Son premier spectacle solo a lieu à la fête de la musique organisée par l'Alliance française, au Ghana, en 2005. Elivava a sa propre compagnie musicale, Elivava Productions et elle écrit sa propre musique.

## Source de la traduction
- (en) Cet article est partiellement ou en totalité issu de l’article de Wikipédia en anglais intitulé « Elivava » (voir la liste des auteurs).